# The Retaliation of the Immutable Force of Nature
The Retaliation of the Immutable Force of Nature è il terzo EP del gruppo musicale sludge metal Thou, pubblicato nel luglio del 2008.

## Tracce
1. What Blood Still Flows from These Veins – 12:06
2. Acceptance – 11:43

## Formazione
- Bryan Funck – voce
- Andy Gibbs – chitarra
- Matthew Thudium – chitarra
- Mitch Wells –  basso
- Terry Gulino – batteria